# بانيو (فرنسا)
بانيو، (بالفرنسية: Bagneux)‏، هي بلدية في الضواحي الجنوبية لباريس، فرنسا. وهي تقع على بعد 7.7 كم (4.8 ميل) من وسط باريس.

## توأمة
لبانيو (فرنسا) اتفاقيات توأمة مع كل من:
- تورينو
- وانادزور
- مقاطعة ناحية نيث بورت طالبوت [الإنجليزية]‏
- غران-بور

## أعلام
- إتيان هاجدو
- ماثيو بوجناح
- غيليس لوروا